# Labadismo

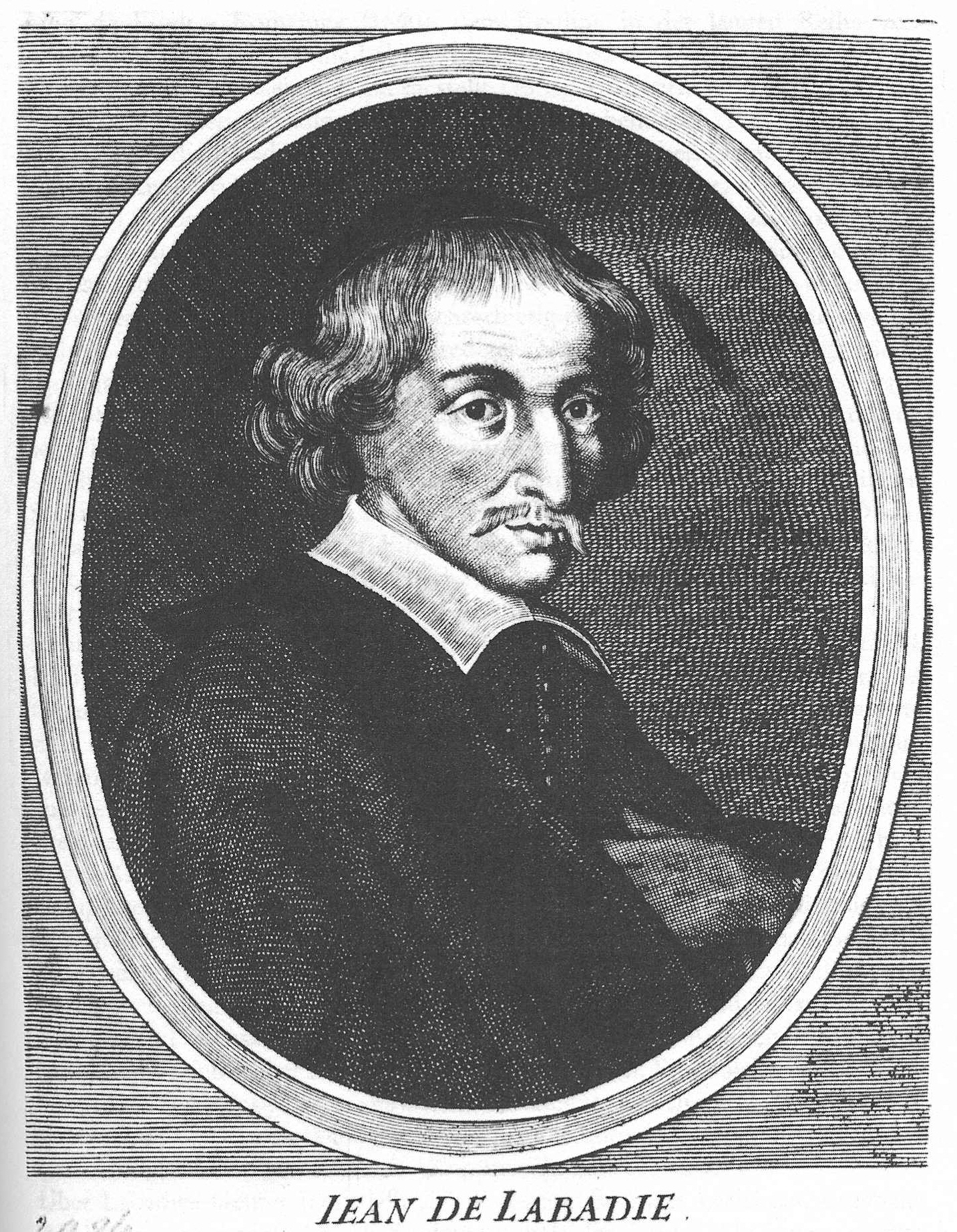
Jean de Labadie, fundador del labadismo.

El labadismo fue un movimiento de la comunidad religiosa protestante del siglo XVII fundado por Jean de Labadie (1610-1674), un pietista francés. El movimiento derivó su nombre del de su fundador.

## Vida de Jean de Labadie
Jean de Labadie (1610-1674) provenía de una zona cercana a Burdeos. En su juventud fue católico y jesuita. Sin embargo, en aquella época los jesuitas se mostraban cautelosos con las manifestaciones espirituales, por lo que Labadie, que experimentó visiones frecuentes e iluminación interior, se encontraba insatisfecho y dejó la orden en 1639.
Tuvo pequeños vínculos con el Oratorio de Jesús, luego con el jansenismo —a veces se quedaba con los cistercienses de la abadía de Port Royal, que lo recibieron en ese momento, pero después trataron de disociarse de él—. Fue rector de la parroquia y evangelista en las diócesis francesas del sur de Toulouse, predicando la justicia social, el nuevo nacimiento y la separación de la mundanidad. Su promoción de la piedad interior y las experiencias espirituales personales le pusieron en la oposición y amenazas del establecimiento religioso.
Con el tiempo, frustrado con el catolicismo, se convirtió en un calvinista en Montauban en 1650. En esta ciudad, y luego en el principado de Orange, defendió los derechos de la minoría protestante en vista de la creciente legislación contra ellos por Luis XIV de Francia -que culminó en 1685 con el edicto de Fontainebleau -. Labadie después se trasladó a Ginebra, donde fue aclamado como «un segundo Calvino ».
El año 1666, Labadie y varios discípulos suyos se trasladaron a los Países Bajos, en la congregación walloniana francófona de Middelburg. Aquí continuó tratando de promover la renovación activa de la iglesia a través de los discípulos prácticos, el estudio de la Biblia, las reuniones y otros métodos que eran nuevos para la Iglesia Reformada en ese momento. Aquí también hizo contacto con figuras destacadas de los círculos espirituales y reformistas de la época, como Comenio y Antoinette Bourignon. Con una amplia mentalidad inusual para el período, Labadie fue amable y cautelosamente acogedor hacia el movimiento del arrepentimiento y el nuevo celo entre muchos judíos en un movimiento mesiánico alrededor de Shabtai Tzvi el 1667.
|Finalmente, en 1669, a los 59 años de edad, Labadie se separó de todas las denominaciones establecidas y comenzó una nueva comunidad cristiana en Ámsterdam .En tres casas contiguas vivía un núcleo de sesenta seguidores a la enseñanza de Labadie. Ellos compartían posesiones según el patrón de la Iglesia como se describe en el Libro de los Hechos del Nuevo Testamento. La persecución les obligó a salir después de un año, y se trasladaron a Herford a Alemania. Aquí la comunidad se estableció más firmemente hasta que la guerra les obligó a trasladarse a Altona-AltstadtAltona —entonces en Dinamarca, ahora un suburbio de Hamburgo—, donde Labadie murió en 1674. La obra más influyente de Labadie fue La Réformation de la iglesia par le pastor (1667).

## Comunidad labadista

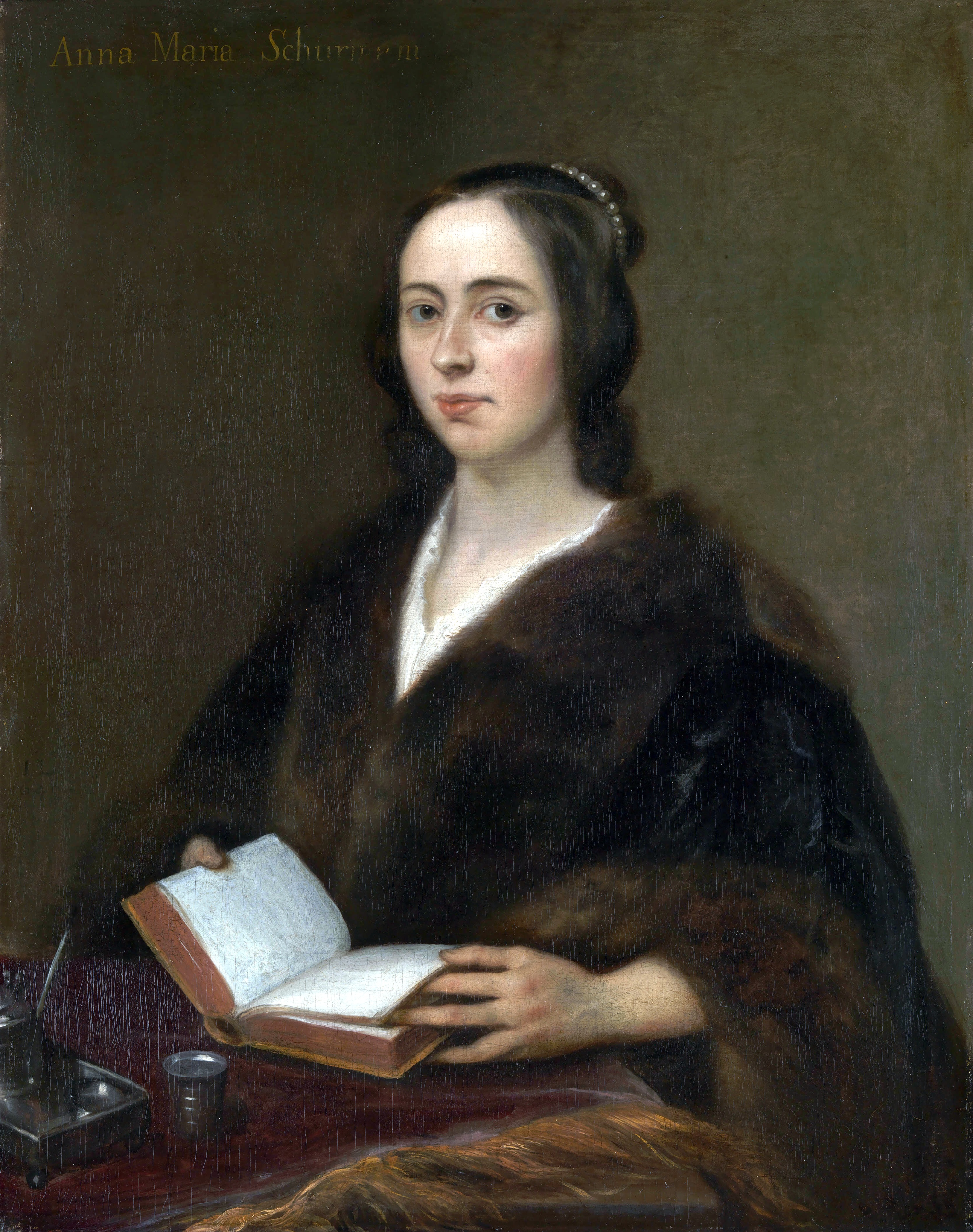
Anna van Schurman, 1649 por Jan Lievens (National Gallery de Londres).

En la comunidad labadista había artesanos, que generaban ingresos, aunque la mayor parte posible de hombres eran enviados a las ciudades vecinas a predicar. Los niños eran educados en comunidad, mientras que las mujeres tenían roles tradicionales como amas de casa, si bien gozaban de una libertad que no tenían en sus familias. Se creó una imprenta, que difundió muchos escritos de Labadie y sus colegas. Curiosamente, el más conocido de todos los escritos sobre el labadismo no fue de Labadie, sino de Anna van Schurman, quien escribió una justificación de su renuncia a la fama y reputación para vivir en la comunidad cristiana. Van Schurman se tenía en su momento como 'La Estrella de Utrecht' y fue ampliamente admirada por su talento: hablaba y escribía en cinco idiomas, realizó un diccionario etiópico, tocaba varios instrumentos musicales, realizaba trabajos en vidrio grabado, pintaba y bordaba, además escribió poesía. A la edad de 62 años renunció a todo y se unió al labadismo
Tras la muerte de Labadie, sus seguidores volvieron los Países Bajos, donde establecieron una comunidad en una casa señorial -Castillo Walta- en Wieuwerd, Frisia, que pertenecía a las tres hermanas Van Aerssen van Sommelsdijck, que eran partidarias del movimiento religioso. Aquí se realizó la impresión y muchas otras ocupaciones, incluyendo el cultivo y la molienda del grano. Un miembro, Hendrik van Deventer, experto en química y medicina, estableció un laboratorio en la casa y trató a muchas personas, incluyendo al rey de Dinamarca Cristiano V. Ahora se le recuerda como uno de los pioneros obstétricos holandeses.
Varios visitantes destacados, dejaron sus relatos de las visitas a la comunidad del labadismo. Una fue Sofía del Palatinado, madre del rey Jorge I de Gran Bretaña; otro visitante fue William Penn, el pionero cuáquero, que dio su nombre al estado de Pensilvania de los Estados Unidos; entre los visitantes también se encontraba el filósofo inglés John Locke que escribió un relato en 1685 en el que muestra el nivel de arrogancia y el comportamiento elitista de los miembros de la comunidad del Castillo Walta.

### Bohemia Manor
La colonia madre en Frisia envió dos miembros, Jasper Danckaerts y Peter Schlüter (o Sluyten), para comprar tierras para el establecimiento de una colonia. Danckaerts, un marino con experiencia que mantuvo un diario que ha sobrevivido y ha sido publicado. Es una valiosa descripción de la vida en la colonia de Nueva Holanda (más tarde Nueva York), en  Chesapeake y Delaware del 1679 1680 e incluye varios dibujos y mapas de mano.
Danckaerts y Schlüter se encontraron con el hijo de Augustine Herman, un gran empresario de Maryland, en Nueva York y él les presentó a su padre en 1679. Herman quedó impresionado con los hombres y su movimiento. Inicialmente, Herman no quería concederles tierras, únicamente permitirles el asentamiento de los labadistas, pero en 1683, les dio un área de 15 km² en su tierra de Bohemia Manor en el condado de Cecil, Maryland. El grupo estableció una colonia que creció rápidamente entre 100 a 200 miembros.
En la década de 1690 comenzó un declive gradual y finalmente se suspendió la práctica de compartir espacios comunales. A partir de este momento los labadistas disminuyeron, tanto en Maryland, que dejó de existir después de 1720, y en Frisia se extinguieron hacia el año 1730.

## Creencias principales
Las principales creencias del movimiento labadismo siguen las tendencias de su fundador, Labadie. En un sistema fundamentalmente calvinista con el paralelo relevante del pietismo y todo el evangelismo. En particular destacan:
- La verdadera iglesia de Jesucristo está compuesta únicamente por aquellos «nacidos de nuevo» o «escogidos». La mera participación en las funciones de la iglesia, sin la experiencia personal de la conversión, se considera sin valor.
- La verdadera Iglesia «no de este mundo»; esto afecta a todo en la vida, incluyendo el modo de vestir —un hábito similar a las de las monjas para las mujeres, de origen holandés conocido como bosrok—.
- Todavía así, la Iglesia siempre necesita reformas, y debe comenzar desde la parte superior, con la responsabilidad de sus líderes los sacerdotes o pastores.
- Conocer Dios no se consigue siguiendo las leyes religiosas establecidas o participando en rituales religiosos, sino a través de la oración personal y devoción mística; el corazón debe ser alimentado a través del contacto con el amor divino.
- Todos los miembros son sacerdotes y puede resultar su contribución personal en las reuniones de la iglesia como una edificación fraterna, que Labadie equiparó con el «ministerio profético» del Nuevo Testamento.
- La Eucaristía está reservada, en lenguaje del labadismo, solamente para «escogidos», los creyentes verdaderamente comprometidos con el seguimiento de Cristo.
- La negación de sí mismo (autosacrificio) y el ayuno son especialmente saludables para el alma.
- Las vanidades de este mundo deben ser rechazadas y la riqueza personal compartida entre los miembros de la comunidad.
- Una creencia agustiniana (específicamente jansenista) en la predestinación.
- El matrimonio debe ser «en el Señor», con el contrato solamente entre creyentes comprometidos. Para un creyente está permitido separarse de su cónyuge no creyente, si esto es un obstáculo en la búsqueda del ideal cristiano y, en lenguaje del labadismo, la «obra del Señor».[2]

Proponían una nueva forma de pensamiento parecida a las ideas de la Ilustración. La naturaleza sensible de este pensamiento, atrajo a muchas mujeres académicas. Tanto es así que se convirtió en tema recurrente de algunos textos satíricos.

## Obras de Labadie
La obra más influyente de Labadie fue The Reform of the Church Through the Pastorate (1667).
- Introduction à la piété dans les Mystères, Paroles et ceremonies de la Messe, Amiens, 1642.
- Odes sacrées sur le Très-adorable et auguste Mystère du S. Sacrement de l'Autel, Amiens, 1642.
- Traité de la Solitude chrestienne, ou la vie retirée du siècle, Paris, 1645.
- Déclaration de Jean de Labadie, cy-devant prestre, predicateur et chanoine d'Amiens, contenant les raisons qui l'ont obligé à quitter la communion de l'Eglise Romaine pour se ranger à celle de l'Eglise Réformée, Montauban, 1650.
- Lettre de Jean de Labadie à ses amis de la Communion Romaine touchant sa Declaration, Montauban, 1651.
- Les Elevations d'esprit à Dieu, ou Contemplations fort instruisantes sur les plus grands Mysteres de la Foy, Montauban, 1651.
- Les Entretiens d'esprit durant le jour; ou Reflexions importantes sur la vie humaine, ...sur le Christianisme,...sur le besoin de la Reformation de ses Mœurs, Montauban, 1651.
- Le Bon Usage de l'Eucharistie, Montauban, 1656.
- Practique des Oraisons, mentale et vocale..., Montauban, 1656.
- Recueil de quelques Maximes importantes de Doctrine, de Conduite et de Pieté Chrestienne, Montauban, 1657 (puis Genève, 1659).
- Les Saintes Décades de Quatrains de Pieté Chretienne touchant à la connoissance de Dieu, son honneur, son amour et l'union de l'âme avec lui, Orange, 1658 (puis Genève, 1659, Amsterdam, 1671).
- La pratique de l'oraison et meditation Chretienne, Genève, 1660.
- Le Iûne religieus ou le moyen de le bien faire, Genève, 1665.
- Jugement charitable et juste sur l'état present des Juifs, Amsterdam 1667.
- Le Triomphe de l'Eucharistie, ou la vraye doctrine du St. Sacrement, avec les moyens d'y bien participer, Amsterdam, 1667.
- Le Héraut du Grand Roy Jesus, ou Eclaircissement de la doctrine de Jean de Labadie, pasteur, sur le Règne glorieux de Jésus-Christ et de ses saints en la terre aux derniers temps, Amsterdam, 1667.
- L'Idée d'un bon pasteur et d'une bonne Eglise, Amsterdam, 1667.
- Les Divins Herauts de la Penitence au Monde..., Amsterdam, 1667.
- La Reformation de l'Eglise par le Pastorat, Middelbourg, 1667.
- Le Veritable Exorcisme, Amsterdam, 1667.
- Le Discernement d'une Veritable Eglise suivant l'Ecriture Sainte, Amsterdam, 1668.
- La Puissance eclesiastique bornée à l'Ecriture et par Elle..., Amsterdam, 1668.
- Manuel de Pieté, Middelbourg 1668.
- Declaration Chrestienne et sincère de plusieurs Membres de l'Eglise de Dieu et de Jésus-Christ touchant les Justes Raisons et les Motifs qui les obligent à n'avoir point de Communion avec le synode dit Vualon, La Haye, 1669.
- Points fondamentaux de la vie vraimant Chretiene, Amsterdam 1670.
- Abrégé du Veritable Christianisme et Téoretique et pratique..., Amsterdam, 1670.
- Le Chant Royal du Grand Roy Jésus, ou les Hymnes et Cantiques de l'Aigneau..., Amsterdam, 1670.
- Receüil de diverses Chansons Spiritüeles, Amsterdam, 1670.
- L'Empire du S. Esprit sur les Ames..., Amsterdam, 1671.
- Eclaircissement ou Declaration de la Foy et de la pureté des sentimens en la doctrine des Srs. Jean de Labadie, Pierre Yvon, Pierre Dulignon..., Amsterdam, 1671.
- Veritas sui vindex, seu solemnis fidei declaratio..., Herfordiae, 1672.
- Jesus revelé de nouveau..., Altona, 1673.
- Fragmens de quelques poesies et sentimens d'esprit..., Amsterdam, 1678.
- Poésies sacrées de l'amour divin, Amsterdam, 1680.
- Recueil de Cantiques spirituels, Amsterdam, 1680.
- Le Chretien regeneré ou nul, Amsterdam, 1685.